# 兒童安全包裝

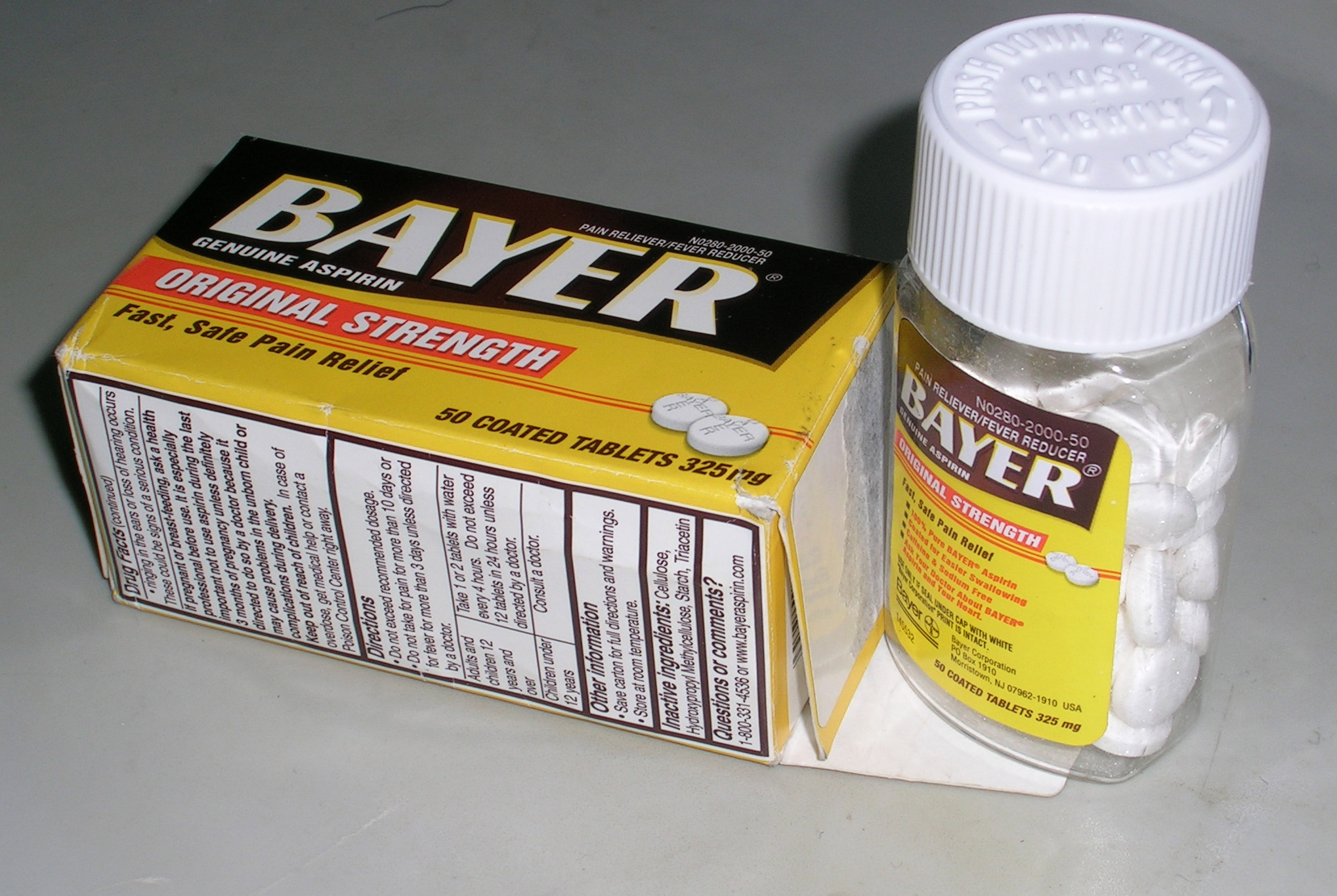
一瓶有兒童安全包裝的阿斯匹靈，上面有標示往下壓再旋轉，即可開啟

兒童安全包裝是指一種特別的包裝方式，可以減少兒童食用危險物品的風險。一般會在容器上有特殊的安全蓋，一般會規定處方藥及非处方药的藥罐上會有這類的包裝，像殺蟲劑或其他家用的化學藥品也要求有類似的包裝。
美國消費品安全委員會在一篇新聞稿中提出「沒有完美的兒童安全包裝，因此不要用安全包裝作為保護兒童的第一道防線。相反的，需要將包裝（包括兒童安全包裝）視為保護兒童的最後一道防線」

## 背景
可以鎖住蓋子的兒童安全包裝是在1967年由亨利·布勞爾特發明。
由於許多因兒童打開家中物品，誤食內容物造成的意外，使得美国国会通過了由猶他州議員法蘭克·莫斯提出的1970年防毒包装法案。這也授權美國消費品安全委員會可以在此領域訂定相關規定。這幾十年來已將此延伸到這其他的有害物質，包括美国国家环境保护局管制的化學物質。也正在協調提昇有關的國際標準。

## 兒童安全包裝的問題
對於一些年長者或是行動不便的人士而言，可能會無法開啟有兒童安全包裝的物品法令有要求相關測試需加以驗證，確認大部份的成年人可以正常使用。若家中沒有小孩的話，一些司法管轄區允藥劑師提供沒有兒童安全包裝的藥品。

## 需求
此規定是以和兒童有關包裝的性能測試規定為準，來確認包裝是否會被兒童打開。近來有額外的包裝測試來確認年長者或行動不便的人是否有能力可以打開包裝
。 
多半兒童安全包裝的要求會需要用二個不相近的動作來打開容器，現今已有數百種安全包裝的設計可供選擇。

## 標準
- ISO 8317： 防儿童拆开的包装—可再次包装的要求和试验程序
- ISO 13127： 包装—防儿童拆开的包装—可重新蓋緊防兒童開啟包裝體系的機械試驗方式
- ASTM D3475：  防儿童拆开的包装用标准分类标准信息

## 一般參考資料
- Yam, K. L., "Encyclopedia of Packaging Technology", John Wiley & Sons, 2009, ISBN 978-0-470-08704-6
- Lockhart, H., and Paine, F.A.,  "Packaging of Pharmaceuticals and Healthcare Products", 2006, Blackie, ISBN 0-7514-0167-6

## 外部連結
- Institute of Packaging Professionals （页面存档备份，存于）
- Packaging Association of Canada （页面存档备份，存于）
- Jay M. Arena Papers at Duke University Medical Center Archives（页面存档备份，存于） (During the 1950s Arena persuaded drug companies to develop childproof safety caps for medicine bottles)

新聞及新聞稿
- Mother pushes for childproof packaging （页面存档备份，存于） at ToledoBlade.com, 2005-08-02
- Childproof Packaging - new designs could save lives at EPSRC, 2005-05-24